# Rolando Salazar
Rolando Salazar (Caracas, 17 de enero de 1961) es un humorista y locutor venezolano.

## Biografía
Rolando se graduó como artista plástico en la universidad. Durante sus estudios, solía imitar a sus compañeros y a sus profesores. Comenzó su carrera como comunicador y humorista a mediados de 1995, en la emisora Radio Capital en el programa del Sargento Fullchola. A partir de allí le ofrecieron trabajar para otros medios radiales como Hot 94, 104.5 Capital FM y Melodía Stereo 94.5 FM.
Por su trayectoria como actor y humorista tuvo la oportunidad de trabajar en el canal de televisión Venevisión, donde se dio a conocer a través del programa "Cheverísimo" con su representación del presidente Hugo Chávez, entre otras. Más adelante participó en la obra teatral “La Reconstituyente”, junto con otros humoristas como Laureano Márquez y Claudio Nazoa.
Salazar empezó a realizar monólogos imitando a políticos venezolanos y algunos extranjeros. En 2016, Rolando tuvo una intervención especial durante la inauguración formal del canal televisivo del parlamento, Capitolio TV, donde imitó a varios expresidentes.